# Rappoldite
La rappoldite è un minerale, analogo alla helmutwinklerite con abbondanza di cobalto.

## Etimologia
Il nome deriva dalla località di scoperta: il giacimento di Rappold nei pressi della città sassone di Schneeberg-Neustädtel.